# Nižná Olšava
Nižná Olšava je obec na Slovensku v okrese Stropkov. Žije zde 423 obyvatel. První zmínka o obci je z roku 1390. Leží v dolní části údolí Oľšavky, pravostranného přítoku Ondavy.

## Poloha
Obec se nachází v Nízkých Beskydech v Ondavské vrchovině, v povodí řeky Ondavy. Střed obce leží v nadmořské výšce 191 m n. m. a je vzdálene osm kilometrů od Stropkova.
Sousedními obcemi jsou Šandal na severu, Breznica na severovýchodě, Miňovce na východě a jihovýchodě, Lomné na jihu, Kručov na jihozápadě a Vyšná Olšava na západě a severozápadě.

## Historie
První písemná zmínka o obci pochází z roku 1390. Základní název obce vznikl převzetím staršího nářečního názvu údolí Oľšavy. Vzhledem k zeměpisné poloze obce lze předpokládat, že osada existovala již před 14. stoletím. Později se v dokumentech objevuje pod rozšířeným názvem Nižná Olšava (staré názvy: Also-Osva, Also-Olsva, Nižní Olšavy, Alsoolysava, Alsoolcsva a Alsoosva). V první polovině 19. století je doloženo, že zde byl kostel, a že zde sloužili bohoslužby. V roce 1600 zde bylo obydleno 20 domů. Na přelomu 17. a 18. století byla Nižná Olšava již malou vesnicí s 8 domy, a v roce 1720 pouze 5 poddanskými domácnostmi. Obyvatelé se zabývali zemědělstvím a pracovali v rozsáhlých lesích. V obci byl v provozu lihovar a pila. V letech 1953–1956 byla v Nižné Olšavě zemědělská účetní škola, která byla přemístěna do Stropkova.

## Současnost
V obci se nachází kulturní dům, základní škola pro první stupeň s počítačovou učebnou a mateřská škola se školní jídelnou. Původní římskokatolický kostel byl postaven v roce 1604, další kostel s farou byl postaven před rokem 1749. Ten současný pochází z počátku 19. století a v roce 1966 proběhla jeho rozsáhlá rekonstrukce. Nedávno byl vybudován park, kde si mohou odpočinout nejen mladí, ale i dospělí. Je zde malý altán, podél kterého byly postaveny lavičky. Vybudováno bylo také malé jezírko s mostem. Významným zaměstnavatelem v obci je soukromá společnost SMS, která se zabývá výstavbou vysokonapěťového vedení. V obci se nachází PD Tokajík se sídlem v Nižné Olšavě, které se zabývá živočišnou a rostlinnou výrobou. V blízkosti obce se nachází soukromá společnost – pila. V obci působí čtyři podnikatelské subjekty. V roce 2012 oslavila obec 630. výročí svého založení.

## Události
Každoročně se zde konají kulturní a společenské akce jako Regionální výstava malovaných kraslic, Fašankový ples občanů Dolního Lošavče, oslavy Dne žen, Den dětí, Regionální svatohubertské slavnosti, setkání s Mikulášem, Posezení u jedle a Sportovní den.

## Sport
Mládež se v současné době věnuje fotbalu, volejbalu a stolnímu tenisu. Na začátku obce je fotbalové hřiště. Okolí obce je vhodné pro pěší turistiku a agroturistiku.

## Památky
- Řeckokatolický chrám Zesnutí svaté Bohorodičky z 19. století
- Kaple Svaté Bohorodičky[2]

## Ostatní
Obec je členem Mikroregionu Ondava se sídlem v Duplíně od roku 2002.